# Обша (гміна)
Гміна Обша (пол. Gmina Obsza) — сільська гміна у східній Польщі. Належить до Білґорайського повіту Люблінського воєводства.
Станом на 31 грудня 2011 у гміні проживало 4346 осіб.

## Площа
Згідно з даними за 2007 рік площа гміни становила 112.97 км², у тому числі:
- орні землі: 72.00%
- ліси: 22.00%

Таким чином, площа гміни становить 6.73% площі повіту.

## Населення
Станом на 31 грудня 2011:
| Опис     | Загалом | Загалом | Чоловіки | Чоловіки | Жінки | Жінки |
| -------- | ------- | ------- | -------- | -------- | ----- | ----- |
| одиниця  | осіб    | %       | осіб     | %        | осіб  | %     |
| все      | 4346    | 100     | 2195     | 50.51    | 2151  | 49.49 |
| міське   | 0       | 100     | 0        |          | 0     |       |
| сільське | 4346    | 100     | 2195     | 50.51    | 2151  | 49.49 |

## Сусідні гміни
Гміна Обша межує з такими гмінами: Чесанів, Лукова, Наріль, Старий Дзікув, Сусець, Терногород.